# Plainfield (Massachusetts)
Plainfield est une municipalité du Massachusetts. En 2010, elle comptait 648 habitants.

## Histoire
Plainfield fut d'abord colonisée en 1770, principalement par des colons venus de la ville de Bridgewater Massachusetts, et a été officiellement constituée en district de la ville de Cummington Massachusetts en 1785, et en tant que ville, le 15 juin 1807.
Dans les années 1800, Plainfield était une communauté agricole prospère, principalement pour la production de moutons et de cuir pour le tannage. Avec l'adoption généralisée de la vapeur, et de la mondialisation dans les années 1870, l'importation de mouton et de cuir d'Australie et de Nouvelle-Zélande, a été considérablement réduite. Par conséquent, les industries agricoles à Plainfield sont devenues moins rentables, et la population a diminué considérablement au cours des décennies suivantes.
Soixante-et-un hommes de Plainfield rejoignent l'Armée de l'Union à la fin de la Guerre de Sécession. Six ont été tués au combat ou sont morts durant leur service. Parmi ceux qui ont survécu, beaucoup se sont installés ailleurs après la guerre.
Après deux siècles de dépeuplement, Plainfield connaît une croissance de la population depuis 2010.

## Géographie
La ville de Plainfield est située dans le comté de Hampshir à l'ouest du Massachusetts.
La commune a une superficie totale de 55 km2, dont 54 km2 de terres et 0,52 km2 d'eau.
Plainfield est bordée par les villes de Cummington, Ashfield, Hawley, Savoy et Windsor.

## Personnes liées à la commune
- John Brown (1800–1859), abolitionniste.
- William Cullen Bryant (1794–1878), poète, philosophe
- Ralph Ellison, essayiste.
- Martha J. Lamb, historien.
- Charles McCarry (né en 1930), écrivain.
- James Naismith, inventeur du basketball.
- Talcott Williams Seelye, diplomate.
- Charles Dudley Warner, né à Plainfield le 12 septembre 1829, éditeur.
- Marcus Whitman (1802–1847), médecin et missionnaire.